# Баталово јеванђеље
Баталово Јеванђеље је српски средњевековни рукопис из Босне. 
Наручилац рукописа је тепчија Батало, чије име се појављује на више сачуваних повеља из 14. и 15. века. Неко време рукопис се налазио у Македонији. Не зна се како је тамо доспео. Верује се да је рукопис у то време био углавном сачуван. Према Х. Куни, а према изворима Соловјева, рукопис је у Македонији био у поседу учитеља Мелединова који је живео у селу Кучук. Х. Куна, даље наводи да је рукопис у Санкт Петерсбург стигао 1859. године преко Севастјанова (в. Куна 1975б: 133). 
Рукопис је у Русији први запазио Љубомир Стојановић и објавио га у часопису Старина. Стојановић је 1902. године објавио и колофон Баталовог јеванђеља у Старим записима и натписима I. Од првобитног кодекса сачувана су само четири листа са самог краја. По обиму (формат је 20,5 x 13,5) једно од најмањих јеванђеља, али уједно и једно од најзначајнијих. 
Писар Станко Kромирјанин преписао га је 1393. године на пергаменту за тепчију Батала који је био дворски службеник у периоду од 1392. до 1400. године. Често се његово име спомиње као име свједока у владарским исправама, уз то је ишао на војне походе са краљевима Дабишом и Остојом, док је у доба краљице Јелене 1397. године био њен савјетник на двору. Захваљујући женидби са Ресом, сестром једног од најмоћнијих босанских феудалаца Хрвоја Вукчића Хрватинића, Батало је био господар Лашве, Сане те града Торичана.
Према запису писара Kромирјанина, старац Радин је одобрио ово јеванђеље. Захваљујући сачуваном колофону, поред података о години настанка и о писару, сачуван је списак имена 28 дједова , у периоду од првог дједа Јеремије који је основао и управљао Црквом босанском од 1010. до 1024. године па све до дједа Ратка  који је управљао од 1370. до 1393. године. Kасније је додан списак црквених поглавара од 1400. до 1465. године, а према њему посљедњи дјеед је био Ратко II.
Према нечитком запису на једном листу, види се да је кодекс 1703. године био поклоњен манастиру Скрбатино, али је непознато како је остатак дошао у приватан посјед учитеља Мелединова у селу Kулук у Македонији, да би на крају, један од почасних чланова Императорске јавне библиотеке „Салтyков-Шчедрин“, поклонио библиотеци.
Рукопис се данас налази у Санкт Петерсбургу. 